# Charles A. Dinarello
Charles A. Dinarello (Boston,  Massachusetts, 22 de abril de 1943) es profesor de medicina en la Universidad de Colorado en Denver. Es experto en citocinas inflamatorias, concretamente en la interleucina 1.

## Biografía
Dinarello se doctoró en Medicina en 1969 en la Universidad de Yale y desde 1996 es catedrático de Medicina en la Facultad de Medicina de la Universidad de Colorado. También es catedrático de Medicina Experimental en el Centro Médico de la Universidad Radboud de Nimega (Países Bajos). Dinarello está considerado uno de los padres fundadores de las citocinas, ya que purificó y clonó la interleucina-1. Este importante paso estableció la validación de las citocinas como mediadoras de enfermedades, especialmente de la inflamación. Los estudios actuales que bloquean la IL-1 en humanos respaldan las contribuciones fundamentales de Dinarello y sus colaboradores a la biología de las citocinas y la patogénesis de las enfermedades inflamatorias. 

## Premios
- 1993: Premio Ernst Jung
- 2006: Premio Hamdan a la Excelencia en Investigación Médica, otorgado por el Premio Sheikh Hamdan bin Rashid Al Maktoum de Ciencias Médicas, Dubái, Emiratos Árabes Unidos
- 2009: Premio Crafoord en Poliartritis (junto con Tadamitsu Kishimoto y Toshio Hirano ) “por su trabajo pionero para aislar interleucinas, determinar sus propiedades y explorar su papel en la aparición de enfermedades inflamatorias”.
- 2009: Premio del Centro Médico de Albany (compartido con Ralph M. Steinman y Bruce A. Beutler ) [1]
- 2010: Premio Paul Ehrlich y Ludwig Darmstaedter
- 2010: Premio Novartis en Inmunología Clínica (junto con Juerg Tschopp ).
- 2011: Miembro extranjero de la Real Academia de las Artes y las Ciencias de los Países Bajos [2]
- 2020: Premio Tang en Ciencias Biofarmacéuticas. [3]